# Перелік неомодерністських споруд (Київ)
Перелік неомодерністських споруд Києва включає понад 70 об'єктів у стилі радянського архітектурного модернізму і бруталізму. Період неомодернізму умовно охоплює 1955—1992 роки: від ухвалення 4 листопада 1955 року постанови «Про усунення надмірностей у проєктуванні і будівництві» до завершення будівництва «Олівця», яке тривало упродовж 1983—1992 років.
| Назва | Розташування                      | Час спорудження | Архітектор                                                                        | Зображення |
| --- | --------------------------------- | --------------- | --------------------------------------------------------------------------------- | ---------- |
| «Літальна тарілка» (Український інститут науково-технічної інформації)                                            | Антоновича, 180                   | 1971            | Флоріан Юр'єв, Лев Новиков                                                        |            |
| Міністерство соціальної політики України                                                                          | Еспланадна вулиця, 8/10           | 1981            |                                                                                   |            |
| «Будинок здоров’я»                                                                                                | Шота Руставелі, 11                | 1990            |                                                                                   |            |
| Концертний зал | Шота Руставелі, 16-А              |                 |                                                                                   |            |
| Спорткомплекс НПУ                                                                                                 | вулиця Олександра Кониського, 3/9 | 1985            |                                                                                   |            |
| Укравтодор | Фізкультури, 9                    | 1976            | Авраам Мілецький                                                                  |            |
| Укрдорзв’язок | Заболотного, 3                    | 1971-1976       | Авраам Мілецький                                                                  |            |
| Будівля OTIS | вулиця Балабуєва, 37              |                 |                                                                                   |            |
| Корпуси КПІ | Берестейський проспект, 37        | 1984            |                                                                                   |            |
| Річковий вокзал                                                                                                   | Поштова площа, 3                  | 1957—1961       | Вадим Гопкало, Вадим Ладний, Григорій Слуцький                                    |            |
| Центральний автовокзал                                                                                            | Деміївська площа, 3               | 1957-1961       | Авраам Мілецький, Едуард Більський, І. Мельник                                    |            |
| Палац «Україна»                                                                                                   | Велика Васильківська вулиця, 103  | 1965—1970       | Євгенія Маринченко, Петро Жилицький, І. Вайнер                                    |            |
| Центр культури та мистецтв НаУКМ                                                                                  | Іллінська вулиця, 9               |                 |                                                                                   |            |
| Господарські служби Олександрівської лікарні                                                                      | Мечникова, 5                      |                 |                                                                                   |            |
| Госпіталь «Лісова поляна»                                                                                         | Пуща-Водиця, 7-а лінія            |                 |                                                                                   |            |
| Головний корпус заводу «Антонов»                                                                                  | Берестейський проспект, 100       |                 |                                                                                   |            |
| Український науково-дослідний і навчальний центр проблем стандартизації, сертифікації та якості                   | Святошинська вулиця, 2-А          |                 |                                                                                   |            |
| Готель «Салют» | Івана Мазепи, 11-Б                | 1984            | Авраам Мілецький                                                                  |            |
| Палац дітей та юнацтва                                                                                            | Івана Мазепи, 13                  | 1965            | Авраам Мілецький Аріадна Лобода                                                   |            |
| Корпуси КНУБА | проспект Повітряних Сил, 31       | 1963            | Вадим Гопкало, Лев Каток, М. Ліберберг                                            |            |
| Навчальний корпус Інституту кібернетики (Міжнародний науково-навчальний центр інформаційних технологій та систем) | Глушкова, 40                      | 1977            | Сергій Миргородський                                                              |            |
| Інститут міжнародних відносин                                                                                     | Юрія Іллєнка, 36/1                | 1986            |                                                                                   |            |
| Київський планетарій                                                                                              | Велика Васильківська вулиця, 57/3 | 1988            |                                                                                   |            |
| Лікарня для вчених НАН України                                                                                    | Вознесенський узвіз, 22           | 1983            |                                                                                   |            |
| Поліклініка Спілки письменників України                                                                           | Рейтарська вулиця, 15             | 1986            | Авраам Мілецький, Володимир Шевченко                                              |            |
| Національна бібліотека для дітей                                                                                  | Януша Корчака, 62                 | 1976—1978       | Михайло Будиловський                                                              |            |
| Палац урочистих подій                                                                                             | Берестейський проспект, 11        | 1982            | Вадим Гопкало, Вадим Гречина                                                      |            |
| Будинок меблів | бульвар Миколи Міхновського, 23   | 1984            | Наталія Чмутіна Олег Стукалов, Юрій Чеканюк                                       |            |
| Споруда комплексу лижного трампліну                                                                               | Лабораторний провулок, 9          |                 |                                                                                   |            |
| Національна бібліотека імені Вернадського                                                                         | Голосіївський проспект, 3         | 1989            | Вадим Гопкало, Вадим Гречина, Валерій Песковський                                 |            |
| Київський крематорій                                                                                              | Байкова вулиця, 16                | 1975            | Авраам Мілецький Володимир Мельниченко, Ада Рибачук                               |            |
| Стіна Пам'яті | Байкова вулиця                    | 1968—1981       | Володимир Мельниченко, Ада Рибачук                                                |            |
| Університетське містечко КНУ імені Тараса Шевченка                                                                | Васильківська вулиця, 100         | 1973—1990       | Михайло Будиловський, Вадим Ладний, Ю. Москалець, Л. Коломієць                    |            |
| Дитячий санаторій «Ялинка»                                                                                        | Пуща-Водиця, 7-а лінія            |                 |                                                                                   |            |
| Станція метро «Дніпро»                                                                                            | Набережне шосе, 25                | 1960            | С. С. Павловський, П. Ф. Красицький, С. Й. Крушинський та інші                    |            |
| Професійно-педагогічний коледж                                                                                    | В'ячеслава Чорновола, 24          | 1984            |                                                                                   |            |
| Корпус заводу «Арсенал»                                                                                           | Кловський узвіз, 7                | 198?            |                                                                                   |            |
| Хореографічне училище                                                                                             | Парково-Сирецька вулиця, 4        | 1966            | Михайло Будиловський, З. Хлєбнікова                                               |            |
| Будинок торгівлі                                                                                                  | Львівська площа, 8                | 1968-1981       | Валентин Єжов, І. Осипенко, Б. Забранський, А. Сницарев, О. Гайдученя, І. Лощаков |            |
| АТС-270, 278, 279 ЦТУ № 2                                                                                         | Софіївська вулиця, 11             |                 |                                                                                   |            |
| Київський фунікулер                                                                                               | Володимирський узвіз, 3           | 1984            | Янош Віг, Валентин Єжов, Вадим Шарапов, А. Чупак                                  |            |
| Павільйон ВДНГ № 19                                                                                               | Глушкова, 1                       | 1978            |                                                                                   |            |
| Вестибюль станції метро «Шулявська»                                                                               | Берестейський проспект, 48        | 1963            | Анатолій Добровольський та інші                                                   |            |
| Готель «Либідь»                                                                                                   | Берестейський проспект, 1         | 1964—1970       | Наталія Чмутіна, Алла Анищенко, Олег Стукалов, Юрій Чеканюк                       |            |
| Квиткова каса | Гідропарк                         |                 |                                                                                   |            |
| Міський шпиталь інвалідів війни                                                                                   | Максименка, 26                    | 1983            |                                                                                   |            |
| Авіарій київського зоопарку                                                                                       | Берестейський проспект, 32        | 1966            | В. А. Михайлов                                                                    |            |
| Кінотеатр «Лейпциг»                                                                                               | Курбаса, 8                        | 1974            |                                                                                   |            |
| Актовий зал Національного медичного університету                                                                  | Берестейський проспект, 36        |                 |                                                                                   |            |
| Кінотеатр «Київська Русь»                                                                                         | Січових Стрільців, 93             | 1982            | Володимир Таєнчук, Микола Босенко                                                 |            |
| Володимирський ринок                                                                                              | Антоновича, 115                   | 1965-1968       | Г. Ратушинський, інженер Леонід Дмитрієв                                          |            |
| Універсам № 1 «Печерський»                                                                                        | Печерська площа, 1                | 1983            |                                                                                   |            |
| Готель «Експрес»                                                                                                  | бульвар Тараса Шевченка, 38/40    | 1985            | Вадим Жежерін                                                                     |            |
| НВО «Сатурн» | Героїв Космосу, 2б                |                 |                                                                                   |            |
| Виставково-торговельний центр «Квіти України»                                                                     | Січових Стрільців, 49             | 1985            | Микола Левчук                                                                     |            |
| Інститут геронтології АМНУ                                                                                        | Вишгородська вулиця, 67           |                 |                                                                                   |            |
| Готель «Київ» | Грушевського, 26/1                | 1968—1973       | Ігор Іванов, Віктор Єлізаров та інші                                              |            |
| Аптека № 99 | Любомира Гузара,3                 |                 |                                                                                   |            |
| Національний депозитарій України                                                                                  | Грінченка, 3                      |                 |                                                                                   |            |
| Будинок художника                                                                                                 | Січових Стрільців, 1-5            | 1978            | Анатолій Добровольський                                                           |            |
| «Будинки-ромашки»                                                                                                 | Оболонський проспект, 2, 2-А      | 1981, 1990      | Михайло Будиловський, Вадим Ладний та інші                                        |            |
| Диспетчерська трамвайного маршруту                                                                                | Бульварно-Кудрявська вулиця, 2-Б  |                 |                                                                                   |            |
| Плавальний басейн Олімпійського резерву                                                                           | Остафія Дашкевича, 20             |                 |                                                                                   |            |
| Житній ринок | Верхній Вал, 16                   | 1980            | Валентин Штолько                                                                  |            |
| Музична школа № 35                                                                                                | Гонгадзе, 9-А                     | 1988            | Едуард Більський                                                                  |            |
| Український дім                                                                                                   | Хрещатик, 2                       | 1978—1982       | Вадим Гопкало, Вадим Гречина, Леонід Філенко, Володимир Коломієць                 |            |
| Укртранснафта | Січових Стрільців, 60             |                 |                                                                                   |            |
| Кафе «Біля озера» (Виноградар)                                                                                    | Правди, 96                        | 1987            | Едуард Більський                                                                  |            |
| Іподром | Академіка Глушкова, 12            | 1962—1969       | В. Кобкін, Г. Абросимов, В. Шерман, Г. Маркитян, Ю. Піскуненко, І. Телюк          |            |
| Універмаг «Дитячий світ»                                                                                          | Малишка, 3                        |                 |                                                                                   |            |
| Супермаркет | Мокра вулиця, 1                   |                 |                                                                                   |            |
| Автобусний парк № 7 КП «Київпастранс»                                                                             | Бориспільська вулиця, 15          | 1965—1973       | В. Зинкевич                                                                       |            |
| Житлові будинки                                                                                                   | Антоновича, 100-112               |                 |                                                                                   |            |
| Київський телецентр («Олівець»)                                                                                   | Юрія Іллєнка, 42                  | 1983—1992       | Олександр Комаровський В. Гаврилин Ю. Мельничук та інші                           |            |